# روث سيمون
روث سيمون (بالإنجليزية: Ruth Simon)‏ هي صحفية إريترية، ولدت في 16 فبراير 1962.